# Hospital del Tajo

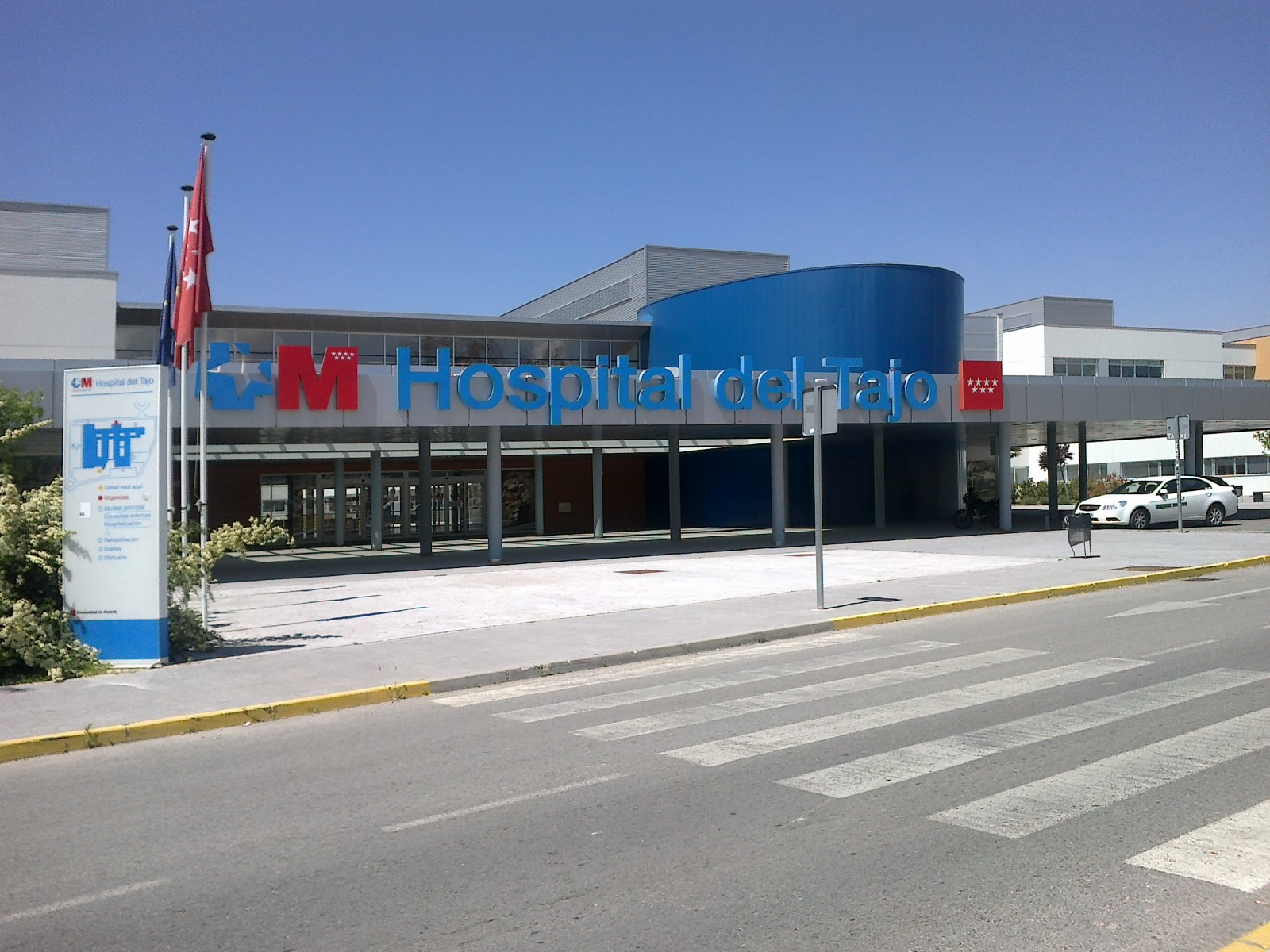
Fachada principal del Hospital del Tajo.

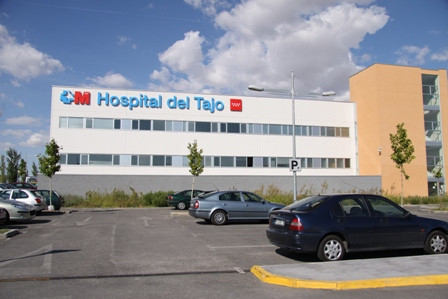
Aparcamiento exterior del Hospital del Tajo.

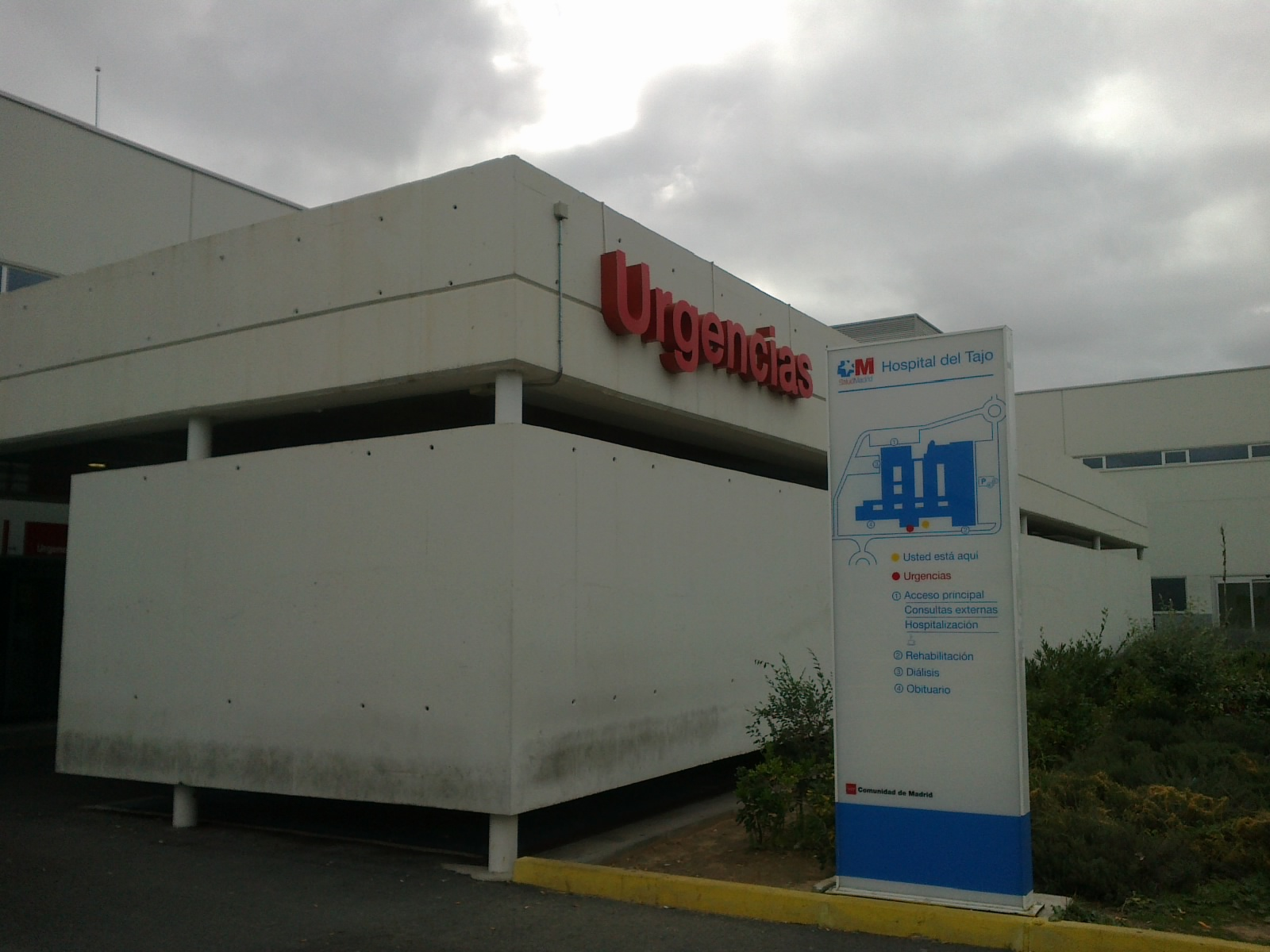
Entrada de Urgencias del Hospital del Tajo.

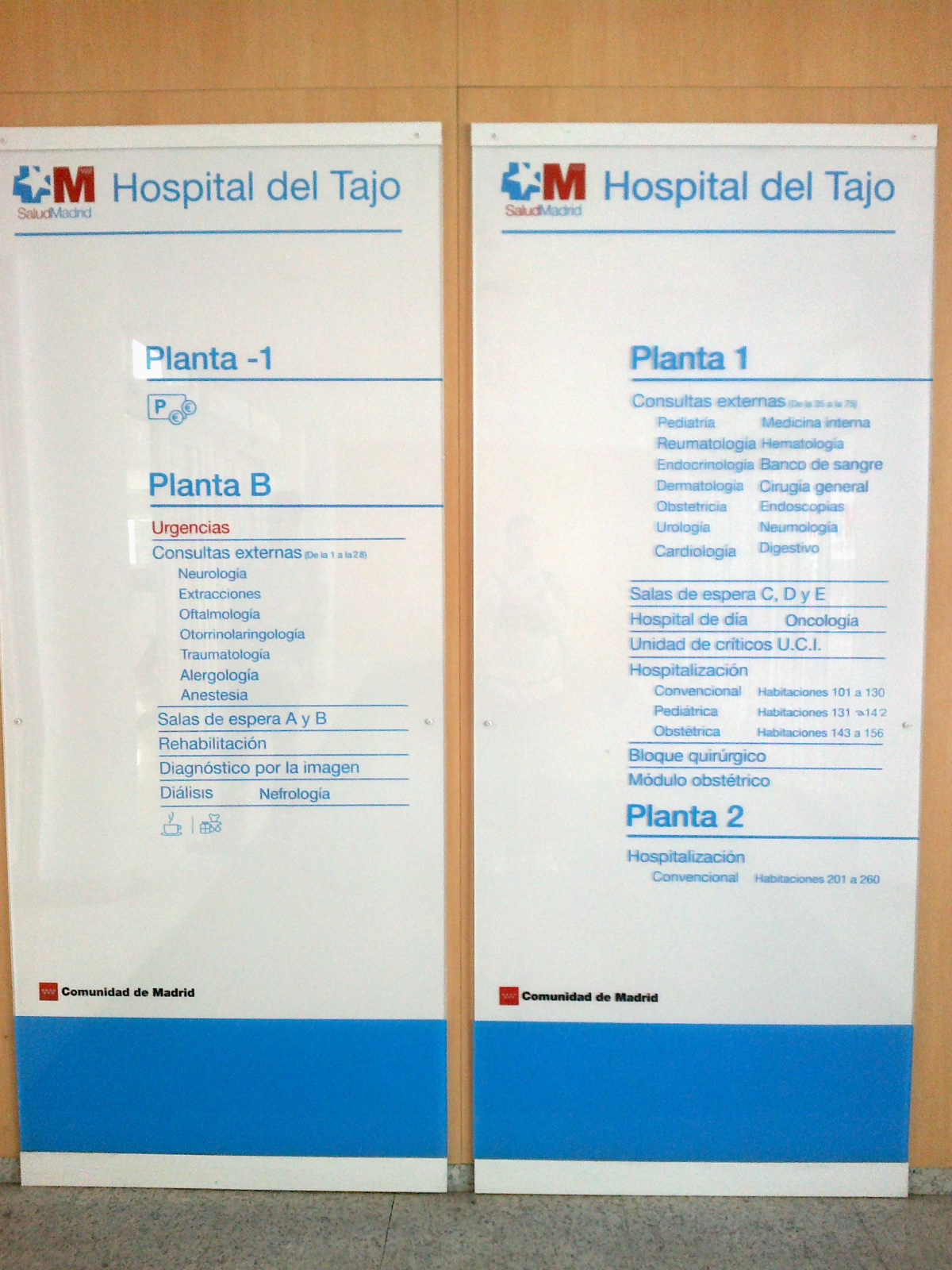
Directorio de servicios del Hospital del Tajo.

El Hospital Universitario del Tajo es un hospital de la Comunidad de Madrid (España), situado en el municipio de Aranjuez. A pesar de su nombre, se encuentra más cerca del río Jarama que del Tajo, si bien a pocos kilómetros hacia el oeste se produce la confluencia de ambos. Fue inaugurado el 25 de febrero de 2008.

## Historia y características
Aunque inicialmente previsto para la primavera de 2007 (fecha en la que solamente se produjo la finalización de las obras y la entrega del edificio por parte de la constructora), su apertura oficial se produjo el 25 de febrero de 2008, no sin cierta polémica, al tratarse de un periodo electoral.
Este centro hospitalario cuenta con 90 camas de hospitalización general (116 en 2017) y una superficie total construida de 46.000 m². Dispone de servicio de Urgencias y 4 quirófanos (ampliables hasta 5), entre otros servicios.

## Cobertura
Forma parte del Área de Salud 11, junto al Hospital Infanta Elena (Valdemoro) y al Hospital Universitario 12 de Octubre (Madrid).
Su cobertura de asistencia sanitaria cubre los municipios de Aranjuez, Colmenar de Oreja, Chinchón, Valdelaguna y Villaconejos, en total alrededor de 80.000 habitantes. Además, por acuerdo con Castilla-La Mancha, atiende a residentes en Esquivias, Noblejas, Ocaña, Seseña, Yepes, Illescas y Valmojado.
El hospital forma parte de la Red Pública Sanitaria de la Comunidad de Madrid, aunque se concedió su gestión a una empresa privada y se estimaba que fuera a ser completamente privatizado para 2013.

## Ubicación y accesos
El hospital se encuentra en el llamado Barrio de La Montaña, al norte del núcleo urbano de Aranjuez.

### Por carretera
Está conectado mediante la carretera M-305 (antiguo trazado de la A-4 a su paso por Aranjuez). Cuenta con un aparcamiento de 516 plazas, tanto para personal del hospital como para el público en general. También dispone de parada de taxis.

### En autobús
Las líneas de autobús urbano e interurbano que comunican el acceso al Hospital del Tajo son:
| Línea | Recorrido                                        | Operador |
| ----- | ------------------------------------------------ | -------- |
| 429   | Madrid (Legazpi) - Aranjuez (PAU de la Montaña)  | AISA     |
| 430   | Aranjuez – Villarejo de Salvanés                 | AISA     |
| N402  | Madrid (Atocha) – Ciempozuelos - Aranjuez        | AISA     |
| 4     | Estación FF.CC. - Hospital del Tajo - La Montaña | AISA     |
| 5     | Circular (FF.CC. - La Montaña - FF.CC.)          | AISA     |